# Böleängkyrkan
Böleängkyrkan är en före detta kyrkobyggnad i stadsdelen Böleäng i Umeå. Den var distriktskyrka i Tegs församling i Luleå stift.
Kyrkan avsakraliserades 31 augusti 2020  och lokalerna är sålda till Ica Fyrklövern som ligger vägg i vägg. Islamiska föreningen ville köpa Böleängskyrkan men nekades under budgivningen.
Kyrkan byggdes 1979. Är byggd i trä och har ett kvadratisk plan, med kyrkorummet placerat i mitten. Taket är flackt och fasaderna är klädda med ljust gråbrun träpanel. Klockbocken är fristående. Invändigt är väggarna klädda med vitlaserad träpanel. Innertaket är klätt med vita gipsplattor och har synliga träbjälkar. 

## Inventarier
Lös stolsinredning. Altartavlans konstnär heter Annalena Magnusson.